# 夏が来た! (アルバム)
『夏が来た!』（なつがきた!）は、1976年7月21日に発売された、キャンディーズ7枚目のアルバムである。

## 内容
- LP帯コピー：今、君の心をアタック!
- 全てオリジナル曲である。
- 2008年9月3日にリリースされたCD-BOX『キャンディーズ・タイムカプセル』に収納された紙ジャケット盤には、アルバム未収録であった「ご機嫌いかが」（10thシングル「夏が来た!」のB面曲）、11thシングル「ハート泥棒」（1976.9.1）とそのB面曲「今がチャンスです」がボーナス・トラックとして収録された。

## 曲目

### オリジナル盤
SIDE A
1. HELLO! CANDIES
作詞：竜真知子／作曲：宮本光雄／編曲：船山基紀
2. 危険な関係
作詞：竜真知子／作曲：宮本光雄／編曲：船山基紀
3. 夏が来た!
作詞・作曲・編曲：穂口雄右
4. MY LOVE
作詞：竜真知子／作曲：丹羽応樹／編曲：船山基紀
5. さよならバイバイ
作詞・作曲：椎名和夫／編曲：鈴木慶一とムーンライダーズ
6. めぐり逢えて
作詞：たきのえいじ／作曲：水谷公生／編曲：渋井博

SIDE B
1. SAMBA NATSU SAMBA
作詞：森雪之丞／作曲・編曲：馬飼野康二
2. 行きずりの二人
作詞：たきのえいじ／作曲・編曲：穂口雄右
3. 季節のスケッチ
作詞・作曲：椎名和夫／編曲：船山基紀
4. MOON DROPS
作詞：堤けい／作曲：岡田徹／編曲：鈴木慶一とムーンライダーズ
5. 雨の日に偶然
作詞：堤けい／作曲：岡田徹／編曲：船山基紀
6. 恋はサーフィンに乗って
作詞：東海林良／作曲：井上忠夫／編曲：竜崎孝路

### キャンディーズ・タイムカプセル盤
1. HELLO! CANDIES
2. 危険な関係
3. 夏が来た!
4. MY LOVE
5. さよならバイバイ
6. めぐり逢えて
7. SAMBA NATSU SAMBA
8. 行きずりの二人
9. 季節のスケッチ
10. MOON DROPS
11. 雨の日に偶然
12. 恋はサーフィンに乗って
13. ご機嫌いかが（ボーナス・トラック）
  - 作詞：森雪之丞、作曲・編曲：馬飼野康二
  - 10thシングル「夏が来た!」のB面曲。
14. ハート泥棒（ボーナス・トラック）
  - 作詞：林春生、作曲：すぎやまこういち、編曲：船山基紀
  - 11thシングル。
15. 今がチャンスです（ボーナス・トラック）
  - 作詞：林春生、作曲：すぎやまこういち、編曲：あかのたちお
  - 11thシングル「ハート泥棒」のB面曲。
16. 夏が来た!（オリジナル・カラオケ／メロディー入り）（ボーナス・トラック、初CD化）
17. 夏が来た!（オリジナル・カラオケ／純カラオケ）（ボーナス・トラック）
18. ハート泥棒（オリジナル・カラオケ／メロディー入り）（ボーナス・トラック、初CD化）
19. ハート泥棒（オリジナル・カラオケ／純カラオケ）（ボーナス・トラック）